# Lista de prêmios e indicações recebidos por Steve Vai
O guitarrista virtuoso estadunidense Steve Vai ganhou, até hoje, 3 Grammy Awards, e vários prêmios como melhor guitarrista do ano.
Abaixo segue uma lista de prêmios e nomeações.

## Grammy Awards

### Álbuns
| Ano  | Álbum                           | Indicação                    | Resultado | Observação |
| ---- | ------------------------------- | ---------------------------- | --------- | --- |
| 1990 | Passion and Warfare             | Best Rock Instrumental Album | Indicado  | |
| 2001 | No Substitutions: Live in Osaka | Best Pop Instrumental Album  | Venceu    | Álbum de Larry Carlton & Steve Lukather. Steve foi o produtor, e o álbum foi gravado na Favored Nations Entertainment. |

### Musicas
| Ano  | Música                | Álbum                                               | Indicação                          | Resultado | Observação | Ref.        |
| ---- | --------------------- | --------------------------------------------------- | ---------------------------------- | --------- | ---------- | ----------- |
| 1994 | "Sofa"                | Zappa's Universe / Mystery Tracks - Archives Vol. 3 | Best Rock Instrumental Performance | Venceu    |            | [ 3 ] [ 4 ] |
| 1995 | "Tender Surrender"    | Alien Love Secrets                                  | Best Rock Instrumental Performance | Indicado  |            |             |
| 1997 | "For the Love of God" | G3: Live in Concert                                 | Best Rock Instrumental Performance | Indicado  |            |             |
| 1999 | "Windows to the Soul" | The Ultra Zone                                      | Best Rock Instrumental Performance | Indicado  |            |             |
| 2001 | "Whispering a Prayer" | Alive in an Ultra World                             | Best Rock Instrumental Performance | Indicado  |            |             |
| 2003 | "Essence"             | Mystery Tracks - Archives Vol. 3                    | Best Rock Instrumental Performance | Indicado  |            |             |
| 2004 | "Whispering a Prayer" | G3: Rockin' in the Free World                       | Best Rock Instrumental Performance | Indicado  |            |             |
| 2005 | "Lotus Feet"          | Real Illusions: Reflections                         | Best Rock Instrumental Performance | Indicado  |            |             |
| 2008 | "The Attitude Song"   | Sound Theories Vol. 1 e 2                           | Best Rock Instrumental Performance | Indicado  |            |             |
| 2009 | "Peaches en Regalia"  | Zappa Plays Zappa                                   | Best Rock Instrumental Performance | Venceu    |            | [ 5 ]       |
| 2010 | "Now We Run"          | Where The Wild Things Are                           | Best Rock Instrumental Performance | Indicado  |            |             |

## Outros Prêmios

### Por Álbum
| Ano  | Álbum                     | Prêmio                                     | Indicação                                  | Resultado | Observação | Ref.  |
| ---- | ------------------------- | ------------------------------------------ | ------------------------------------------ | --------- | ---------- | ----- |
| 1990 | Passion and Warfare       | Revista Guitar World                       | Best Album                                 | Venceu    |            |       |
| 1990 | Passion and Warfare       | Revista Select                             | Best Album                                 | Venceu    |            |       |
| 1990 | Passion and Warfare       | Revista Guitar for the Practicing Musician | Reader's Choice – Guitar Album of the Year | Venceu    |            |       |
| 1990 | Passion and Warfare       | Revista Guitar Player                      | Best Guitar Album                          | Venceu    |            |       |
| 1990 | Passion and Warfare       | Revista RAW                                | Best Selling Album                         | Indicado  | 10o lugar  |       |
| 1991 | Passion and Warfare       | Revista Making Music                       | Best Album                                 | Venceu    |            |       |
| 2010 | Where the Wild Things Are | Revista Guitar International               | Guitar DVD of the Year                     | Venceu    |            | [ 6 ] |

### Por Música
| Ano  | Música                    | Prêmio       | Indicação                | Resultado | Observação |
| ---- | ------------------------- | ------------ | ------------------------ | --------- | ---------- |
| 1990 | For the Love of God       | Guitar World | Best Guitar Solo         | Venceu    |            |
| 1990 | I Would Love To           | Revista Raw  | Best Selling Promo Video | Indicado  | 5o lugar   |
| 1990 | The Audience Is Listening | Revista Raw  | Best Selling Promo Video | Indicado  | 7o lugar   |

- A revista Guitar World Magazine colocou a música For the Love of God na posição 29 da lista dos 100 melhores solos de guitarra da historia.[7]

### Como Guitarrista
| Ano  | Prêmio/Lista                       | Prêmio/Lista                                                       | Resultado | Observação                                  |
| ---- | ---------------------------------- | ------------------------------------------------------------------ | --------- | ------------------------------------------- |
| 1986 | Guitar Player                      | Best Rock Guitarist                                                | Venceu    |                                             |
| 1986 | Guitar for the Practicing Musician | Guitar in the 90's Award                                           | Venceu    |                                             |
| 1987 | Guitar Player                      | Best Overall Guitarist                                             | Venceu    |                                             |
| 1987 | Guitar Player                      | Best Rock Guitarist                                                | Venceu    |                                             |
| 1987 | Guitar for the Practicing Musician | Hall of Fame                                                       | Venceu    |                                             |
| 1988 | Guitar Player                      | Best Rock Guitarist                                                | Venceu    |                                             |
| 1988 | Guitar for the Practicing Musician | Rock Guitarist of the Year                                         | Venceu    |                                             |
| 1989 | Guitar Player                      | Best Rock Guitarist                                                | Venceu    |                                             |
| 1989 | Guitar World                       | Best Rock Guitarist                                                | Venceu    |                                             |
| 1989 | Kerrang!                           | Best Rock Guitarist                                                | Venceu    |                                             |
| 1990 | Guitar Player                      | Best Metal Guitarist                                               | Venceu    |                                             |
| 1990 | Guitar Player                      | Best Overall Guitarist                                             | Venceu    |                                             |
| 1990 | Guitar Player                      | Best Rock Guitarist                                                | Venceu    |                                             |
| 1990 | Guitar World                       | Best Rock Guitarist                                                | Venceu    |                                             |
| 1990 | Guitar World                       | Most Valued Player                                                 | Venceu    | Empatado com Stevie Ray Vaughan             |
| 1990 | Select                             | Best Musician                                                      | Venceu    |                                             |
| 1990 | Select                             | Sexiest Male                                                       | Venceu    |                                             |
| 1990 | International Music Award          | Best Guitarist                                                     | Indicado  |                                             |
| 1990 | Guitar for the Practicing Musician | Best Instrumental Guitarist of the Year                            | Venceu    |                                             |
| 1990 | Kerrang!                           | Guitarist of the Year                                              | Venceu    |                                             |
| 1990 | RAW                                | Best Selling LP Sleeve                                             | Venceu    |                                             |
| 1990 | RAW                                | Best RAW Cover                                                     | Indicado  | 3o lugar                                    |
| 1990 | RAW                                | Best Sex Object                                                    | Indicado  | 6o lugar                                    |
| 1990 | Making Music                       | Best Musician                                                      | Venceu    |                                             |
| 1990 | Making Music                       | Best Guitarist                                                     | Venceu    |                                             |
| 1990 | Metal Hammer                       | Best Guitarist (Reader's Poll)                                     | Venceu    |                                             |
| 1991 | Young Guitar Magazine              | Best Rock Guitarist                                                | Venceu    |                                             |
| 1993 | Guitar for the Practicing Musician | Editor's Choice Award                                              | Venceu    |                                             |
| 1993 | Kerrang!                           | Best Hard Rock Performance                                         | Venceu    |                                             |
| 1995 | Guitar Player                      | Gallery of Greats                                                  | Venceu    |                                             |
| 1995 | Guitar Player                      | Best Experimental Guitarist                                        | Venceu    | Empatado com Buckethead                     |
| 1995 | Guitar Player                      | Best Rock Guitarist                                                | Venceu    | Empatado com Jimmy page                     |
| 1995 | Guitar Player                      | Best Overall Guitar Recording                                      | Indicado  | 2o lugar                                    |
| 1995 | Guitar Player                      | Best Metal Guitarist                                               | Indicado  | 3o lugar                                    |
| 1995 | Guitar Player                      | Best Metal Recording                                               | Indicado  | 3o lugar                                    |
| 1995 | Guitar Player                      | Best Overall Guitarist                                             | Indicado  | 3o lugar                                    |
| 1995 | Player                             | Best Hard Rock Guitarist                                           | Indicado  | 2o lugar                                    |
| 1996 | Rock Brigade (Brasil)              | Best Guitarist                                                     | Venceu    |                                             |
| 1997 | Young Guitar Magazine (Japão)      | Best Rock Guitarist                                                | Venceu    |                                             |
| 1997 | Rock Brigade (Brasil)              | Best Guitarist                                                     | Venceu    |                                             |
| 2001 | California Music Awards            | Outstanding Guitarist                                              | Indicado  |                                             |
| 2004 | Revista "Guitar World"             | 100 melhores guitarristas de hard rock                             | Incluído  | 53a posição                                 |
| 2008 | Gigwise                            | The 50 Greatest Guitarists... Ever!                                | incluído  | Eleito 16o melhor guitarrista da história.  |
| 2009 | Golden Stag Awards Romania         | Excellence Prize                                                   | Venceu    |                                             |
| 2011 | TEC Awards                         | Les Paul Award                                                     | Venceu    |                                             |
| 2012 | Revista Guitar World               | The 100 Greatest Guitarists of All Time (Votos Leitores: Internet) | incluído  | Eleito o 10o melhor guitarrista da história |
| 2013 | Site "Village Voice"               | Top 10 Douchiest Guitarist of All Time                             | Venceu    | 1a Posição                                  |

### Outros
| Ano  | Prêmio               | Prêmio                     | Resultado | Observação                                                         | Ref.   |
| ---- | -------------------- | -------------------------- | --------- | ------------------------------------------------------------------ | ------ |
| 2011 | Guitar International | Guitar Website of the Year | Venceu    | Prêmio para o site Guitar TV, idealizado por Steve Vai e Andy Alt. | [ 14 ] |

## Guinness Book of World Records
| Ano  | Categoria                                                                           | Recorde                                 | Resultado | Ref.          | Observação |
| ---- | ----------------------------------------------------------------------------------- | --------------------------------------- | --------- | ------------- | ---------- |
| 2012 | Largest Online Guitar Lesson in History (Maior Aula de Guitarra Online da História) | 4.455 "ouvintes" em 15 minutos de aula. | Venceu    | [ 15 ] [ 16 ] |            |

## Honrarias
- 2016 - SENA European Guitar Awards[17]

## Quadro Geral de Prêmios
| Prêmio                             | Indicado | Venceu |
| ---------------------------------- | -------- | ------ |
| Grammy Awards                      | 11       | 3      |
| Guitar Player                      | 16       | 12     |
| Guitar World                       | 5        | 5      |
| International Music Award          | 1        | 0      |
| Select                             | 3        | 3      |
| Guitar for the Practicing Musician | 6        | 6      |
| Kerrang!                           | 3        | 3      |
| Young Guitar Magazine (Japão)      | 2        | 2      |
| Rock Brigade (Brasil)              | 2        | 2      |
| RAW                                | 5        | 1      |
| Player                             | 1        | 0      |
| Making Music                       | 3        | 3      |
| Metal Hammer                       | 1        | 1      |
| California Music Awards            | 1        | 0      |
| Golden Stag Awards Romania         | 1        | 1      |
| TEC Awards                         | 1        | 1      |
| Guitar International               | 2        | 2      |
| Total                              | 64       | 45     |